# Pretioscopus quadrimaculatus
Pretioscopus quadrimaculatus är en insektsart som beskrevs av Webb 1976. Pretioscopus quadrimaculatus ingår i släktet Pretioscopus och familjen dvärgstritar. Inga underarter finns listade i Catalogue of Life.